# Munkebo Kommune
| Strukturdaten       | Strukturdaten      |
| ------------------- | ------------------ |
| Sitz der Verwaltung | Munkebo            |
| Fläche              | 19,28 km²          |
| Einwohner           | 5.811 (2006)       |
| Kommune seit 2007   | Kerteminde Kommune |
| Website             | www.munkebo.dk     |

Munkebo Kommune war bis Dezember 2006 eine dänische Kommune im damaligen Fyns Amt auf der Insel Fünen. Sie entstand in ihrer Form im Zuge der Kommunalreform 1970. Seit Januar 2007 ist sie zusammen mit der “alten” Kerteminde Kommune und der Langeskov Kommune Teil der neuen Kerteminde Kommune.